# VM i cykelcross
VM i cykelcross blev for første gang afholdt i 1950 for herrer. Damer kom med på programmet 50 år senere. Udover herre- og dameelite, er der også en U23- og en juniorklasse for herrer.

## Medaljevindere

### Damer
| År   | Guld                       | Sølv                 | Bronze                |
| ---- | -------------------------- | -------------------- | --------------------- |
| 2000 | Hanka Kupfernagel          | Louise Robinson      | Daphny van den Brand  |
| 2001 | Hanka Kupfernagel          | Corine Dorland       | Daphny van den Brand  |
| 2002 | Laurence Leboucher         | Hanka Kupfernagel    | Daphny van den Brand  |
| 2003 | Daphny van den Brand       | Hanka Kupfernagel    | Laurence Leboucher    |
| 2004 | Laurence Leboucher         | Maryline Salvetat    | Hanka Kupfernagel     |
| 2005 | Hanka Kupfernagel          | Sabine Spitz         | Mirjam Melchers       |
| 2006 | Marianne Vos               | Hanka Kupfernagel    | Daphny van den Brand  |
| 2007 | Maryline Salvetat          | Katie Compton        | Laurence Leboucher    |
| 2008 | Hanka Kupfernagel          | Marianne Vos         | Laurence Leboucher    |
| 2009 | Marianne Vos               | Hanka Kupfernagel    | Katie Compton         |
| 2010 | Marianne Vos               | Hanka Kupfernagel    | Daphny van den Brand  |
| 2011 | Marianne Vos               | Katie Compton        | Kateřina Nash         |
| 2012 | Marianne Vos               | Daphny van den Brand | Sanne Cant            |
| 2013 | Marianne Vos               | Katie Compton        | Lucie Chainel-Lefèvre |
| 2014 | Marianne Vos               | Eva Lechner          | Helen Wyman           |
| 2015 | Pauline Ferrand-Prevot     | Sanne Cant           | Marianne Vos          |
| 2016 | Thalita de Jong            | Caroline Mani        | Sanne Cant            |
| 2017 | Sanne Cant                 | Marianne Vos         | Kateřina Nash         |
| 2018 | Sanne Cant                 | Katie Compton        | Lucinda Brand         |
| 2019 | Sanne Cant                 | Lucinda Brand        | Marianne Vos          |
| 2020 | Ceylin del Carmen Alvarado | Annemarie Worst      | Lucinda Brand         |
| 2021 | Lucinda Brand              | Annemarie Worst      | Denise Betsema        |
| 2022 | Marianne Vos               | Lucinda Brand        | Silvia Persico        |
| 2023 | Fem van Empel              | Puck Pieterse        | Lucinda Brand         |
| 2024 | Fem van Empel              | Lucinda Brand        | Puck Pieterse         |
| 2025 |                            |                      |                       |
| 2026 |                            |                      |                       |
| 2027 |                            |                      |                       |
| 2028 |                            |                      |                       |
| 2029 |                            |                      |                       |
| 2030 |                            |                      |                       |

### Herrer
| År   | Guld                 | Sølv                   | Bronze                 |
| ---- | -------------------- | ---------------------- | ---------------------- |
| 1950 | Jean Robic           | Roger Rondeaux         | Pierre Jodet           |
| 1951 | Roger Rondeaux       | André Dufraisse        | Pierre Jodet           |
| 1952 | Roger Rondeaux       | André Dufraisse        | Albert Meier           |
| 1953 | Roger Rondeaux       | Gilbert Bauvin         | André Dufraisse        |
| 1954 | André Dufraisse      | Pierre Jodet           | Hans Bieri             |
| 1955 | André Dufraisse      | Hans Bieri             | Amerigo Severini       |
| 1956 | André Dufraisse      | Georges Meunier        | Emile Plattner         |
| 1957 | André Dufraisse      | Firmin Van Kerrebroek  | Georges Meunier        |
| 1958 | André Dufraisse      | Amerigo Severini       | Rolf Wolfshohl         |
| 1959 | Renato Longo         | Rolf Wolfshohl         | Amerigo Severini       |
| 1960 | Rolf Wolfshohl       | Arnold Hungerbuhler    | Robert Aubry           |
| 1961 | Rolf Wolfshohl       | Renato Longo           | André Dufraisse        |
| 1962 | Renato Longo         | Maurice Gandolfo       | André Dufraisse        |
| 1963 | Rolf Wolfshohl       | Renato Longo           | André Dufraisse        |
| 1964 | Renato Longo         | Roger De Clercq        | Joseph Mahe            |
| 1965 | Renato Longo         | Rolf Wolfshohl         | Amerigo Severini       |
| 1966 | Eric De Vlaeminck    | Herman Gretener        | Rolf Wolfshohl         |
| 1967 | Renato Longo         | Rolf Wolfshohl         | Herman Gretener        |
| 1968 | Eric De Vlaeminck    | Herman Gretener        | Michel Pelchat         |
| 1969 | Eric De Vlaeminck    | Rolf Wolfshohl         | Renato Longo           |
| 1970 | Eric De Vlaeminck    | Albert Van Damme       | Rolf Wolfshohl         |
| 1971 | Eric De Vlaeminck    | Albert Van Damme       | René De Clercq         |
| 1972 | Eric De Vlaeminck    | Rolf Wolfshohl         | Herman Gretener        |
| 1973 | Eric De Vlaeminck    | André Wilhelm          | Rolf Wolfshohl         |
| 1974 | Albert Van Damme     | Roger De Vlaeminck     | Peter Frischknecht     |
| 1975 | Roger De Vlaeminck   | Albert Zweifel         | Peter Frischknecht     |
| 1976 | Albert Zweifel       | Peter Frischknecht     | André Wilhelm          |
| 1977 | Albert Zweifel       | Peter Frischknecht     | Eric De Vlaeminck      |
| 1978 | Albert Zweifel       | Peter Frischknecht     | Klaus-Peter Thaler     |
| 1979 | Albert Zweifel       | Gilles Blaser          | Robert Vermeire        |
| 1980 | Roland Liboton       | Klaus-Peter Thaler     | Hennie Stamsnijder     |
| 1981 | Hennie Stamsnijder   | Roland Liboton         | Albert Zweifel         |
| 1982 | Roland Liboton       | Albert Zweifel         | Hennie Stamsnijder     |
| 1983 | Roland Liboton       | Albert Zweifel         | Klaus-Peter Thaler     |
| 1984 | Roland Liboton       | Hennie Stamsnijder     | Albert Zweifel         |
| 1985 | Klaus-Peter Thaler   | Adri van der Poel      | Claude Michely         |
| 1986 | Albert Zweifel       | Pascal Richard         | Hennie Stamsnijder     |
| 1987 | Klaus-Peter Thaler   | Danny De Bie           | Cristophe Lavainne     |
| 1988 | Pascal Richard       | Adri van der Poel      | Beat Breu              |
| 1989 | Danny De Bie         | Adri van der Poel      | Cristophe Lavainne     |
| 1990 | Henk Baars           | Adri van der Poel      | Bruno Lebras           |
| 1991 | Radomir Simunek      | Adri van der Poel      | Bruno Lebras           |
| 1992 | Mike Kluge           | Karel Camrda           | Adri van der Poel      |
| 1993 | Dominique Arnould    | Mike Kluge             | Wim De Vos             |
| 1994 | Paul Herygers        | Richard Groenendaal    | Erwin Vervecken        |
| 1995 | Dieter Runkel        | Richard Groenendaal    | Beat Wabel             |
| 1996 | Adri van der Poel    | Daniele Pontoni        | Luca Bramati           |
| 1997 | Daniele Pontoni      | Thomas Frischknecht    | Luca Bramati           |
| 1998 | Mario De Clercq      | Erwin Vervecken        | Henrik Djernis         |
| 1999 | Mario De Clercq      | Erwin Vervecken        | Adri van der Poel      |
| 2000 | Richard Groenendaal  | Mario De Clercq        | Sven Nys               |
| 2001 | Erwin Vervecken      | Petr Dlask             | Mario De Clercq        |
| 2002 | Mario De Clercq      | Tom Vannoppen          | Sven Nys               |
| 2003 | Bart Wellens         | Mario De Clercq        | Erwin Vervecken        |
| 2004 | Bart Wellens         | Mario De Clercq        | Sven Vanthourenhout    |
| 2005 | Sven Nys             | Erwin Vervecken        | Sven Vanthourenhout    |
| 2006 | Erwin Vervecken      | Bart Wellens           | Francis Mourey         |
| 2007 | Erwin Vervecken      | Jonathan Page          | Enrico Franzoi         |
| 2008 | Lars Boom            | Zdeněk Štybar          | Sven Nys               |
| 2009 | Niels Albert         | Zdeněk Štybar          | Sven Nys               |
| 2010 | Zdeněk Štybar        | Klaas Vantornout       | Sven Nys               |
| 2011 | Zdeněk Štybar        | Sven Nys               | Kevin Pauwels          |
| 2012 | Niels Albert         | Rob Peeters            | Kevin Pauwels          |
| 2013 | Sven Nys             | Klaas Vantornout       | Lars van der Haar      |
| 2014 | Zdeněk Štybar        | Sven Nys               | Kevin Pauwels          |
| 2015 | Mathieu van der Poel | Wout Van Aert          | Lars van der Haar      |
| 2016 | Wout Van Aert        | Lars van der Haar      | Kevin Pauwels          |
| 2017 | Wout Van Aert        | Mathieu van der Poel   | Kevin Pauwels          |
| 2018 | Wout Van Aert        | Michael Vanthourenhout | Mathieu van der Poel   |
| 2019 | Mathieu van der Poel | Wout Van Aert          | Toon Aerts             |
| 2020 | Mathieu van der Poel | Tom Pidcock            | Toon Aerts             |
| 2021 | Mathieu van der Poel | Wout Van Aert          | Toon Aerts             |
| 2022 | Tom Pidcock          | Lars van der Haar      | Eli Iserbyt            |
| 2023 | Mathieu van der Poel | Wout Van Aert          | Eli Iserbyt            |
| 2024 | Mathieu van der Poel | Joris Nieuwenhuis      | Michael Vanthourenhout |
| 2025 |                      |                        |                        |
| 2026 |                      |                        |                        |
| 2027 |                      |                        |                        |
| 2028 |                      |                        |                        |
| 2029 |                      |                        |                        |
| 2030 |                      |                        |                        |